# Medaglie maschili dei campionati europei di nuoto
In questa pagina sono elencate tutte le medaglie maschili dei campionati europei di nuoto in vasca lunga, a partire dagli europei di Budapest 1926.

## Stile libero

### 50 metri
| Edizione        | Oro                                     | Argento                                 | Bronzo                                                          |
| --------------- | --------------------------------------- | --------------------------------------- | --------------------------------------------------------------- |
| Strasburgo 1987 | Jörg Woithe (Germania Est)              | Gennadij Prigoda (Unione Sovietica)     | Stefan Volery (Svizzera)                                        |
| Bonn 1989       | Vladimir Tkačenko (Unione Sovietica)    | Evgenij Kotrjaga (Unione Sovietica)     | Nils Rudolph (Germania Est)                                     |
| Atene 1991      | Nils Rudolph (Germania)                 | Gennadij Prigoda (Unione Sovietica)     | Mike Fibbens (Regno Unito) Vladimir Tkačenko (Unione Sovietica) |
| Sheffield 1993  | Aleksandr Popov (Russia)                | Christophe Kalfayan (Francia)           | Raimundas Mažuolis (Lituania)                                   |
| Vienna 1995     | Aleksandr Popov (Russia)                | Christophe Kalfayan (Francia)           | Torsten Spanneberg (Germania)                                   |
| Siviglia 1997   | Aleksandr Popov (Russia)                | Mark Foster (Regno Unito)               | Julien Sicot (Francia)                                          |
| Istanbul 1999   | Pieter van den Hoogenband (Paesi Bassi) | Lorenzo Vismara (Italia)                | Aleksandr Popov (Russia)                                        |
| Helsinki 2000   | Aleksandr Popov (Russia)                | Pieter van den Hoogenband (Paesi Bassi) | Lorenzo Vismara (Italia)                                        |
| Berlino 2002    | Bartosz Kizierowski (Polonia)           | Lorenzo Vismara (Italia)                | Oleksandr Volynec' (Ucraina)                                    |
| Madrid 2004     | Aleksandr Popov (Russia)                | Stefan Nystrand (Svezia)                | Lorenzo Vismara (Italia)                                        |
| Budapest 2006   | Bartosz Kizierowski (Polonia)           | Oleksandr Volynec' (Ucraina)            | Duje Draganja (Croazia)                                         |
| Eindhoven 2008  | Alain Bernard (Francia)                 | Duje Draganja (Croazia)                 | Stefan Nystrand (Svezia)                                        |
| Budapest 2010   | Frédérick Bousquet (Francia)            | Stefan Nystrand (Svezia)                | Fabien Gilot (Francia)                                          |
| Debrecen 2012   | Frédérick Bousquet (Francia)            | Stefan Nystrand (Svezia)                | Andrij Hovorov (Ucraina)                                        |
| Berlino 2014    | Florent Manaudou (Francia)              | Konrad Czerniak (Polonia)               | Ari-Pekka Liukkonen (Finlandia)                                 |
| Londra 2016     | Florent Manaudou (Francia)              | Andrij Hovorov (Ucraina)                | Benjamin Proud (Regno Unito)                                    |
| Glasgow 2018    | Benjamin Proud (Regno Unito)            | Kristián Goloméev (Grecia)              | Andrea Vergani (Italia)                                         |
| Budapest 2020   | Ari-Pekka Liukkonen (Finlandia)         | Benjamin Proud (Regno Unito)            | Kristián Goloméev (Grecia)                                      |
| Roma 2022       | Benjamin Proud (Regno Unito)            | Leonardo Deplano (Italia)               | Kristián Goloméev (Grecia)                                      |
| Belgrado 2024   | Kristián Goloméev (Grecia)              | Stergios Marios Bilas (Grecia)          | Vladyslav Bukhov (Ucraina)                                      |

- Atleta più premiato: Aleksandr Popov ( Russia)
- Nazione più medagliata:  Francia (5 , 2  e 2 )
- Record della competizione: 21"32 (Florent Manaudou  Francia, Berlino 2014)

### 100 metri
| Edizione         | Oro                                      | Argento                                  | Bronzo                                   |
| ---------------- | ---------------------------------------- | ---------------------------------------- | ---------------------------------------- |
| Budapest 1926    | István Bárány ( Ungheria)                | Arne Borg ( Svezia)                      | Georg Werner ( Svezia)                   |
| Bologna 1927     | Arne Borg ( Svezia)                      | István Bárány ( Ungheria)                | August Heitmann ( Germania)              |
| Parigi 1931      | István Bárány ( Ungheria)                | András Székely ( Ungheria)               | Pavel Steiner ( Cecoslovacchia)          |
| Magdeburgo 1934  | Ferenc Csik ( Ungheria)                  | Helmuth Fischer ( Germania)              | Otto Wille ( Germania)                   |
| Londra 1938      | Kees Hoving ( Paesi Bassi)               | Frederick Dove ( Regno Unito)            | István Körösi ( Ungheria)                |
| Monte Carlo 1947 | Alex Jany ( Francia)                     | Per-Olof Olsson ( Svezia)                | Elemér Szathmáry ( Ungheria)             |
| Vienna 1950      | Alex Jany ( Francia)                     | Göran Larsson ( Svezia)                  | Joris Tjebbes ( Paesi Bassi)             |
| Torino 1954      | Imre Nyéki ( Ungheria)                   | Lev Balandin ( Unione Sovietica)         | Géza Kádas ( Ungheria)                   |
| Budapest 1958    | Paolo Pucci ( Italia)                    | Viktor Polevoj ( Unione Sovietica)       | Gyula Dobai ( Ungheria)                  |
| Lipsia 1962      | Alain Gottvallès ( Francia)              | Per-Ola Lindberg ( Svezia)               | Ron Kroon ( Paesi Bassi)                 |
| Utrecht 1966     | Bobby McGregor ( Regno Unito)            | Leonid Ilyichev ( Unione Sovietica)      | Udo Poser ( Germania Est)                |
| Barcellona 1970  | Michel Rousseau ( Francia)               | Roland Matthes ( Germania Est)           | Georgij Kulikov ( Unione Sovietica)      |
| Vienna 1974      | Peter Nocke ( Germania Ovest)            | Vladimir Bure ( Unione Sovietica)        | Klaus Steinbach ( Germania Ovest)        |
| Jönköping 1977   | Peter Nocke ( Germania Ovest)            | Vladimir Bure ( Unione Sovietica)        | Marcello Guarducci ( Italia)             |
| Spalato 1981     | Per Johansson ( Svezia)                  | Jörg Woithe ( Germania Est)              | Sergej Krasjuk ( Unione Sovietica)       |
| Roma 1983        | Per Johansson ( Svezia)                  | Jörg Woithe ( Germania Est)              | Sergej Smirjagin ( Unione Sovietica)     |
| Sofia 1985       | Stéphan Caron ( Francia)                 | Jörg Woithe ( Germania Est)              | Stefan Volery ( Svizzera)                |
| Strasburgo 1987  | Sven Lodziewski ( Germania Est)          | Stéphan Caron ( Francia)                 | Dirk Richter ( Germania Est)             |
| Bonn 1989        | Giorgio Lamberti ( Italia)               | Jurij Baškatov ( Unione Sovietica)       | Raimundas Mažuolis ( Unione Sovietica)   |
| Atene 1991       | Aleksandr Popov ( Unione Sovietica)      | Nils Rudolph ( Germania)                 | Giorgio Lamberti ( Italia)               |
| Sheffield 1993   | Aleksandr Popov ( Russia)                | Tommy Werner ( Svezia)                   | Pavlo Chnykin ( Ucraina)                 |
| Vienna 1995      | Aleksandr Popov ( Russia)                | Torsten Spanneberg ( Germania)           | Björn Zikarsky ( Germania)               |
| Siviglia 1997    | Aleksandr Popov ( Russia)                | Lars Frölander ( Svezia)                 | Oleg Ruklevich ( Bielorussia)            |
| Istanbul 1999    | Pieter van den Hoogenband ( Paesi Bassi) | Aleksandr Popov ( Russia)                | Lars Frölander ( Svezia)                 |
| Helsinki 2000    | Aleksandr Popov ( Russia)                | Pieter van den Hoogenband ( Paesi Bassi) | Lars Frölander ( Svezia)                 |
| Berlino 2002     | Pieter van den Hoogenband ( Paesi Bassi) | Aleksandr Popov ( Russia)                | Duje Draganja ( Croazia)                 |
| Madrid 2004      | Filippo Magnini ( Italia)                | Pieter van den Hoogenband ( Paesi Bassi) | Christian Galenda ( Italia)              |
| Budapest 2006    | Filippo Magnini ( Italia)                | Stefan Nystrand ( Svezia)                | Pieter van den Hoogenband ( Paesi Bassi) |
| Eindhoven 2008   | Alain Bernard ( Francia)                 | Stefan Nystrand ( Svezia)                | Filippo Magnini ( Italia)                |
| Budapest 2010    | Alain Bernard ( Francia)                 | Evgeny Lagunov ( Russia)                 | William Meynard ( Francia)               |
| Debrecen 2012    | Filippo Magnini ( Italia)                | Alain Bernard ( Francia)                 | Norbert Trandafir ( Romania)             |
| Berlino 2014     | Florent Manaudou ( Francia)              | Fabien Gilot ( Francia)                  | Luca Leonardi ( Italia)                  |
| Londra 2016      | Luca Dotto ( Italia)                     | Sebastiaan Verschuren ( Paesi Bassi)     | Clément Mignon ( Francia)                |
| Glasgow 2018     | Alessandro Miressi ( Italia)             | Duncan Scott ( Regno Unito)              | Mehdy Metella ( Francia)                 |
| Budapest 2020    | Kliment Kolesnikov ( Russia)             | Alessandro Miressi ( Italia)             | Andrej Minakov ( Russia)                 |
| Roma 2022        | David Popovici ( Romania)                | Kristóf Milák ( Ungheria)                | Alessandro Miressi ( Italia)             |
| Belgrado 2024    | David Popovici ( Romania)                | Nandor Nemeth ( Ungheria)                | Andrej Barna ( Serbia)                   |

- Atleta più premiato: Aleksandr Popov ( Russia)
- Nazione più medagliata:  Francia (8    3    3 )
- Record della competizione: 46.86  David Popovici ( Romania), Roma 2022)

### 200 metri
| Edizione        | Oro                                      | Argento                                  | Bronzo                                                    |
| --------------- | ---------------------------------------- | ---------------------------------------- | --------------------------------------------------------- |
| Barcellona 1970 | Hans Fassnacht ( Germania Ovest)         | Gunnar Larsson ( Svezia)                 | Georgij Kulikov ( Unione Sovietica)                       |
| Vienna 1974     | Peter Nocke ( Germania Ovest)            | Klaus Steinbach ( Germania Ovest)        | Aleksandr Samsonov ( Germania Ovest)                      |
| Jönköping 1977  | Peter Nocke ( Germania Ovest)            | Andrej Krylov ( Unione Sovietica)        | Marcello Guarducci ( Italia)                              |
| Spalato 1981    | Sergej Kopljakov ( Unione Sovietica)     | Michael Söderlund ( Svezia)              | Thomas Lejdström ( Svezia)                                |
| Roma 1983       | Michael Gross ( Germania Ovest)          | Jörg Woithe ( Germania Est)              | Thomas Fahrner ( Germania Ovest)                          |
| Sofia 1985      | Michael Gross ( Germania Ovest)          | Sven Lodziewski ( Germania Est)          | Tommy Werner ( Svezia)                                    |
| Strasburgo 1987 | Anders Holmertz ( Svezia)                | Giorgio Lamberti ( Italia)               | Michael Gross ( Germania Ovest)                           |
| Bonn 1989       | Giorgio Lamberti ( Italia)               | Artur Wojdat ( Polonia)                  | Anders Holmertz ( Svezia)                                 |
| Atene 1991      | Artur Wojdat ( Polonia)                  | Giorgio Lamberti ( Italia)               | Roberto Gleria ( Italia)                                  |
| Sheffield 1993  | Antti Kasvio ( Finlandia)                | Evgenij Sadovyj ( Russia)                | Anders Holmertz ( Svezia)                                 |
| Vienna 1995     | Jani Sievinen ( Finlandia)               | Anders Holmertz ( Svezia)                | Antti Kasvio ( Finlandia)                                 |
| Siviglia 1997   | Paul Palmer ( Regno Unito)               | Massimiliano Rosolino ( Italia)          | Béla Szabados ( Ungheria)                                 |
| Istanbul 1999   | Pieter van den Hoogenband ( Paesi Bassi) | Paul Palmer ( Regno Unito)               | Massimiliano Rosolino ( Italia)                           |
| Helsinki 2000   | Massimiliano Rosolino ( Italia)          | Pieter van den Hoogenband ( Paesi Bassi) | Paul Palmer ( Regno Unito)                                |
| Berlino 2002    | Pieter van den Hoogenband ( Paesi Bassi) | Emiliano Brembilla ( Italia)             | Massimiliano Rosolino ( Italia)                           |
| Madrid 2004     | Pieter van den Hoogenband ( Paesi Bassi) | Andrej Kapralov ( Russia)                | Massimiliano Rosolino ( Italia) Filippo Magnini ( Italia) |
| Budapest 2006   | Pieter van den Hoogenband ( Paesi Bassi) | Massimiliano Rosolino ( Italia)          | Filippo Magnini ( Italia)                                 |
| Eindhoven 2008  | Paul Biedermann ( Germania)              | Amaury Leveaux ( Francia)                | Massimiliano Rosolino ( Italia)                           |
| Budapest 2010   | Paul Biedermann ( Germania)              | Nikita Lobintsev ( Russia)               | Sebastiaan Verschuren ( Paesi Bassi)                      |
| Debrecen 2012   | Paul Biedermann ( Germania)              | Amaury Leveaux ( Francia)                | Dominik Kozma ( Ungheria)                                 |
| Berlino 2014    | Velimir Stjepanović ( Serbia)            | Paul Biedermann ( Germania)              | Yannick Agnel ( Francia)                                  |
| Londra 2016     | Sebastiaan Verschuren ( Paesi Bassi)     | Velimir Stjepanović ( Serbia)            | James Guy ( Regno Unito)                                  |
| Glasgow 2018    | Duncan Scott ( Gran Bretagna)            | Danas Rapšys ( Lituania)                 | Michail Dovgaljuk ( Russia)                               |
| Budapest 2020   | Martin Maljutin ( Russia)                | Duncan Scott ( Gran Bretagna)            | Thomas Dean ( Gran Bretagna)                              |
| Roma 2022       | David Popovici ( Romania)                | Antonio Djakovic ( Svizzera)             | Felix Auboeck ( Austria)                                  |
| Belgrado 2024   | David Popovici ( Romania)                | Danas Rapsys ( Lituania)                 | Antonio Djakovic ( Svizzera)                              |

- Atleta più premiato: Pieter van den Hoogenband ( Paesi Bassi)
- Nazione più medagliata:  Germania Ovest (5 , 1  e 3 )
- Record della competizione:1:42.97 (David Popovici ( Romania) Roma 2022)

### 400 metri
| Edizione         | Oro                                    | Argento                                | Bronzo                                  |
| ---------------- | -------------------------------------- | -------------------------------------- | --------------------------------------- |
| Budapest 1926    | Arne Borg ( Svezia)                    | Herbert Heinrich ( Germania)           | Friedel Berges ( Germania)              |
| Bologna 1927     | Arne Borg ( Svezia)                    | Herbert Heinrich ( Germania)           | Václav Antoš ( Cecoslovacchia)          |
| Parigi 1931      | István Bárány ( Ungheria)              | Jean Taris ( Francia)                  | Paolo Costoli ( Italia)                 |
| Magdeburgo 1934  | Jean Taris ( Francia)                  | Paolo Costoli ( Italia)                | Giacomo Signori ( Italia)               |
| Londra 1938      | Björn Borg ( Svezia)                   | Werner Plath ( Germania)               | Norman Wainwright ( Regno Unito)        |
| Monte Carlo 1947 | Alex Jany ( Francia)                   | György Mitró ( Ungheria)               | Miloslav Bartušek ( Cecoslovacchia)     |
| Vienna 1950      | Alex Jany ( Francia)                   | Jean Boiteux ( Francia)                | Heinz-Günther Lehmann ( Germania Ovest) |
| Torino 1954      | György Csordás ( Ungheria)             | Angelo Romani ( Italia)                | Per-Olof Östrand ( Svezia)              |
| Budapest 1958    | Ian Black ( Regno Unito)               | Boris Nikitin ( Unione Sovietica)      | Paolo Galletti ( Italia)                |
| Lipsia 1962      | Johan Bontekoe ( Paesi Bassi)          | Hans Rosendahl ( Svezia)               | Frank Wiegand ( Germania Est)           |
| Utrecht 1966     | Frank Wiegand ( Germania Est)          | Semën Belic-Gejman ( Unione Sovietica) | Alain Mosconi ( Francia)                |
| Barcellona 1970  | Gunnar Larsson ( Svezia)               | Hans Fassnacht ( Germania Ovest)       | Santiago Esteva-Escoda ( Spagna)        |
| Vienna 1974      | Aleksandr Samsonov ( Unione Sovietica) | Bengt Gingsjö ( Svezia)                | Andrej Krylov ( Unione Sovietica)       |
| Jönköping 1977   | Sergej Rusin ( Unione Sovietica)       | Frank Wennmann ( Germania Ovest)       | Frank Pfütze ( Germania Est)            |
| Spalato 1981     | Borut Petric ( Jugoslavia)             | Vladimir Sal'nikov ( Unione Sovietica) | Darjan Petric ( Jugoslavia)             |
| Roma 1983        | Vladimir Sal'nikov ( Unione Sovietica) | Borut Petric ( Jugoslavia)             | Darjan Petric ( Jugoslavia)             |
| Sofia 1985       | Uwe Daßler ( Germania Est)             | Sven Lodziewski ( Germania Est)        | Rainer Henkel ( Germania Ovest)         |
| Strasburgo 1987  | Uwe Daßler ( Germania Est)             | Rainer Henkel ( Germania Ovest)        | Thomas Fahrner ( Germania Ovest)        |
| Bonn 1989        | Artur Wojdat ( Polonia)                | Stefan Pfeiffer ( Germania Ovest)      | Mariusz Podkoscielny ( Polonia)         |
| Atene 1991       | Evgenij Sadovyj ( Unione Sovietica)    | Artur Wojdat ( Polonia)                | Giorgio Lamberti ( Italia)              |
| Sheffield 1993   | Antti Kasvio ( Finlandia)              | Paul Palmer ( Regno Unito)             | Anders Holmertz ( Svezia)               |
| Vienna 1995      | Steffen Zesner ( Germania)             | Paul Palmer ( Regno Unito)             | Anders Holmertz ( Svezia)               |
| Siviglia 1997    | Emiliano Brembilla ( Italia)           | Massimiliano Rosolino ( Italia)        | Paul Palmer ( Regno Unito)              |
| Istanbul 1999    | Paul Palmer ( Regno Unito)             | Emiliano Brembilla ( Italia)           | Dragoș Coman ( Romania)                 |
| Helsinki 2000    | Emiliano Brembilla ( Italia)           | Dragoș Coman ( Romania)                | Paul Palmer ( Regno Unito)              |
| Berlino 2002     | Emiliano Brembilla ( Italia)           | Massimiliano Rosolino ( Italia)        | Dragoș Coman ( Romania)                 |
| Madrid 2004      | Emiliano Brembilla ( Italia)           | Jurij Prilukov ( Russia)               | Dragoș Coman ( Romania)                 |
| Budapest 2006    | Jurij Prilukov ( Russia)               | Massimiliano Rosolino ( Italia)        | Nicolas Rostoucher ( Francia)           |
| Eindhoven 2008   | Jurij Prilukov ( Russia)               | Massimiliano Rosolino ( Italia)        | Nikita Lobincev ( Russia)               |
| Budapest 2010    | Yannick Agnel ( Francia)               | Paul Biedermann ( Germania)            | Gergő Kis ( Ungheria)                   |
| Debrecen 2012    | Paul Biedermann ( Germania)            | Gergő Kis ( Ungheria)                  | Samuel Pizzetti ( Italia)               |
| Berlino 2014     | Velimir Stjepanović ( Serbia)          | Andrea Mitchell D'Arrigo ( Italia)     | Jay Lelliott ( Regno Unito)             |
| Londra 2016      | Gabriele Detti ( Italia)               | Henrik Christiansen ( Norvegia)        | Péter Bernek ( Ungheria)                |
| Glasgow 2018     | Mychajlo Romančuk ( Ucraina)           | Henrik Christiansen ( Norvegia)        | Henning Mühlleitner ( Germania)         |
| Budapest 2020    | Martin Maljutin ( Russia)              | Felix Auböck ( Austria)                | Danas Rapšys ( Lituania)                |
| Roma 2022        | Lukas Märtens ( Germania)              | Antonio Djakovic ( Svizzera)           | Henning Mühlleitner ( Germania)         |
| Belgrado 2024    | Felix Aubock ( Austria)                | Dimitrios Markos ( Grecia)             | Antonio Djakovic ( Svizzera)            |

- Atleta più premiato: Emiliano Brembilla ( Italia)
- Nazione più medagliata:  Italia (5 , 8  e 5 )
- Record della competizione:3:42.50 (Lukas Märtens  Germania, Roma 2022)

### 800 metri
| Edizione       | Oro                            | Argento                        | Bronzo                        |
| -------------- | ------------------------------ | ------------------------------ | ----------------------------- |
| Eindhoven 2008 | Gergő Kis ( Ungheria)          | Samuel Pizzetti ( Italia)      | Dragoș Coman ( Romania)       |
| Budapest 2010  | Sébastien Rouault ( Francia)   | Christian Kubusch ( Germania)  | Samuel Pizzetti ( Italia)     |
| Debrecen 2012  | Gergő Kis ( Ungheria)          | Gregorio Paltrinieri ( Italia) | Serhij Frolov ( Ucraina)      |
| Berlino 2014   | Gregorio Paltrinieri ( Italia) | Pál Joensen ( Fær Øer)         | Gabriele Detti ( Italia)      |
| Londra 2016    | Gregorio Paltrinieri ( Italia) | Gabriele Detti ( Italia)       | Mychajlo Romančuk ( Ucraina)  |
| Glasgow 2018   | Mychajlo Romančuk ( Ucraina)   | Gregorio Paltrinieri ( Italia) | Florian Wellbrock ( Germania) |
| Budapest 2020  | Mychajlo Romančuk ( Ucraina)   | Gregorio Paltrinieri ( Italia) | Gabriele Detti ( Italia)      |
| Roma 2022      | Gregorio Paltrinieri ( Italia) | Lukas Märtens ( Germania)      | Lorenzo Galossi ( Italia)     |
| Belgrado 2024  | Mykhailo Romanchuk ( Ucraina)  | Dimitrios Markos ( Grecia)     | Zalán Sárkány ( Ungheria)     |

- Atleta più premiato: Gregorio Paltrinieri ( Italia)
- Nazione più medagliata:  Italia (3 , 5  e 4 )
- Record della competizione: 7:40.86 (Gregorio Paltrinieri  Italia, Roma 2022)

### 1500 metri
| Edizione         | Oro                                     | Argento                              | Bronzo                                  |
| ---------------- | --------------------------------------- | ------------------------------------ | --------------------------------------- |
| Budapest 1926    | Arne Borg ( Svezia)                     | Friedel Berges ( Germania)           | Joachim Rademacher ( Germania)          |
| Bologna 1927     | Arne Borg ( Svezia)                     | Giuseppe Perentin ( Italia)          | Joachim Rademacher ( Germania)          |
| Parigi 1931      | Olivér Halassy ( Ungheria)              | Giuseppe Perentin ( Italia)          | Paolo Costoli ( Italia)                 |
| Magdeburgo 1934  | Jean Taris ( Francia)                   | Paolo Costoli ( Italia)              | Norman Wainwright ( Regno Unito)        |
| Londra 1938      | Björn Borg ( Svezia)                    | Bobby Leivers ( Regno Unito)         | Heinz Arendt ( Germania)                |
| Monte Carlo 1947 | György Mitró ( Ungheria)                | Ferenc Vörös ( Ungheria)             | Marijan Stipetic ( Jugoslavia)          |
| Vienna 1950      | Heinz-Günther Lehmann ( Germania Ovest) | Jean Boiteux ( Francia)              | Joseph Bernardo ( Francia)              |
| Torino 1954      | György Csordás ( Ungheria)              | György Schuszter ( Ungheria)         | Vladimir Lavrinenko ( Unione Sovietica) |
| Budapest 1958    | Ian Black ( Regno Unito)                | József Katona ( Ungheria)            | Gennadij Androsov ( Unione Sovietica)   |
| Lipsia 1962      | József Katona ( Ungheria)               | Miguel Torres ( Spagna)              | Richard Champion ( Regno Unito)         |
| Utrecht 1966     | Semën Belic-Gejman ( Unione Sovietica)  | Alan Kimber ( Regno Unito)           | Aleksandr Pletnev ( Unione Sovietica)   |
| Barcellona 1970  | Hans Fassnacht ( Germania Ovest)        | Werner Lampe ( Germania Ovest)       | Santiago Esteva ( Spagna)               |
| Vienna 1974      | Frank Pfütze ( Germania Est)            | James Carter ( Regno Unito)          | Igor' Evgrafov ( Unione Sovietica)      |
| Jönköping 1977   | Vladimir Sal'nikov ( Unione Sovietica)  | Valentin Parinov ( Unione Sovietica) | Borut Petric ( Jugoslavia)              |
| Spalato 1981     | Vladimir Sal'nikov ( Unione Sovietica)  | Borut Petric ( Jugoslavia)           | Rafael Escalas etric ( Spagna)          |
| Roma 1983        | Vladimir Sal'nikov ( Unione Sovietica)  | Borut Petric ( Jugoslavia)           | Stefan Pfeiffer ( Germania Ovest)       |
| Sofia 1985       | Uwe Daßler ( Germania Est)              | Rainer Henkel ( Germania Ovest)      | Stefan Pfeiffer ( Germania Ovest)       |
| Strasburgo 1987  | Rainer Henkel ( Germania Ovest)         | Uwe Daßler ( Germania Est)           | Stefan Pfeiffer ( Germania Ovest)       |
| Bonn 1989        | Jörg Hoffmann ( Germania Est)           | Stefan Pfeiffer ( Germania Ovest)    | Mariusz Podkoscielny ( Polonia)         |
| Atene 1991       | Jörg Hoffmann ( Germania)               | Ian Wilson ( Regno Unito)            | Sebastian Wiese ( Germania)             |
| Sheffield 1993   | Jörg Hoffmann ( Germania)               | Sebastian Wiese ( Germania)          | Igor Majcen ( Slovenia)                 |
| Vienna 1995      | Jörg Hoffmann ( Germania)               | Graeme Smith ( Regno Unito)          | Steffen Zesner ( Germania)              |
| Siviglia 1997    | Emiliano Brembilla ( Italia)            | Igor Snitko ( Ucraina)               | Denis Zavgorodniy ( Ucraina)            |
| Istanbul 1999    | Igor Snitko ( Ucraina)                  | Dragoș Coman ( Romania)              | Sylvain Cros ( Francia)                 |
| Helsinki 2000    | Igor Chervynskiy ( Ucraina)             | Emiliano Brembilla ( Italia)         | Dragoș Coman ( Romania)                 |
| Berlino 2002     | Jurij Prilukov ( Russia)                | Christian Minotti ( Italia)          | Igor Chervynskiy ( Ucraina)             |
| Madrid 2004      | Jurij Prilukov ( Russia)                | Igor Chervynskiy ( Ucraina)          | Dragoș Coman ( Romania)                 |
| Budapest 2006    | Jurij Prilukov ( Russia)                | Sébastien Rouault ( Francia)         | Nicolas Rostoucher ( Francia)           |
| Eindhoven 2008   | Jurij Prilukov ( Russia)                | David Davies ( Regno Unito)          | Mateusz Sawrymowicz ( Polonia)          |
| Budapest 2010    | Sébastien Rouault ( Francia)            | Pál Joensen ( Fær Øer)               | Samuel Pizzetti ( Italia)               |
| Debrecen 2012    | Gregorio Paltrinieri ( Italia)          | Gergő Kis ( Ungheria)                | Gergely Gyurta ( Ungheria)              |
| Berlino 2014     | Gregorio Paltrinieri ( Italia)          | Pál Joensen ( Fær Øer)               | Gabriele Detti ( Italia)                |
| Londra 2016      | Gregorio Paltrinieri ( Italia)          | Gabriele Detti ( Italia)             | Mychajlo Romančuk ( Ucraina)            |
| Glasgow 2018     | Florian Wellbrock ( Germania)           | Mychajlo Romančuk ( Ucraina)         | Gregorio Paltrinieri ( Italia)          |
| Budapest 2020    | Mychajlo Romančuk ( Ucraina)            | Gregorio Paltrinieri ( Italia)       | Domenico Acerenza ( Italia)             |
| Roma 2022        | Mychajlo Romančuk ( Ucraina)            | Gregorio Paltrinieri ( Italia)       | Damien Joly ( Francia)                  |
| Belgrado 2024    | Kuzey Tunçelli ( Turchia)               | Mykhailo Romanchuk ( Ucraina)        | Zalán Sárkány ( Ungheria)               |

- Atleta più premiato: Jörg Hoffmann ( Germania) e Jurij Prilukov ( Russia)
- Nazione più medagliata:  Italia (4  8  e 5 )
- Record della competizione: 14:34.04 (Gregorio Paltrinieri  Italia, Londra 2016)

## Dorso

### 50 metri
| Edizione       | Oro                              | Argento                          | Bronzo                                                                   |
| -------------- | -------------------------------- | -------------------------------- | ------------------------------------------------------------------------ |
| Istanbul 1999  | Stev Theloke ( Germania)         | Thomas Rupprath ( Germania)      | Mariusz Siembida ( Polonia)                                              |
| Helsinki 2000  | Stev Theloke ( Germania)         | Darius Grigalionis ( Lituania)   | David Ortega ( Spagna)                                                   |
| Berlino 2002   | Thomas Rupprath ( Germania)      | Stev Theloke ( Germania)         | Bartosz Kizierowski ( Polonia)                                           |
| Madrid 2004    | Stev Theloke ( Germania)         | Darius Grigalionis ( Lituania)   | David Ortega ( Spagna)                                                   |
| Budapest 2006  | Helge Meeuw ( Germania)          | Aristeidis Grigoriadis ( Grecia) | Matthew Clay ( Regno Unito)                                              |
| Eindhoven 2008 | Aristeidis Grigoriadis ( Grecia) | Flori Lang ( Svizzera)           | Lubos Krizko ( Slovacchia)                                               |
| Budapest 2010  | Camille Lacourt ( Francia)       | Liam Tancock ( Regno Unito)      | Guy Barnea ( Israele)                                                    |
| Debrecen 2012  | Jonatan Kopelev ( Israele)       | Mirco Di Tora ( Italia)          | Dorian Gandin ( Francia) Guy Barnea ( Israele) Richárd Bohus ( Ungheria) |
| Berlino 2014   | Vladimir Morozov ( Russia)       | Jérémy Stravius ( Francia)       | Chris Walker-Hebborn ( Regno Unito)                                      |
| Londra 2016    | Camille Lacourt ( Francia)       | Richárd Bohus ( Ungheria)        | Grigorij Tarasevič ( Russia)                                             |
| Glasgow 2018   | Kliment Kolesnikov ( Russia)     | Robert Glință ( Romania)         | Shane Ryan ( Irlanda)                                                    |
| Budapest 2020  | Kliment Kolesnikov ( Russia)     | Robert Glință ( Romania)         | Hugo González ( Spagna)                                                  |
| Roma 2022      | Apostolos Christou ( Grecia)     | Thomas Ceccon ( Italia)          | Ole Braunschweig ( Germania)                                             |
| Belgrado 2024  | Apostolos Christou ( Grecia)     | Ksawery Masiuk ( Polonia)        | Evangelios Makrygiannis ( Grecia)                                        |

- Atleta più premiato: Stev Theloke ( Germania)
- Nazione più premiata:  Germania (5 , 2  e 1 )
- Record della competizione: 23.80 (Kliment Kolesnikov  Russia, Budapest 2020)

### 100 metri
| Edizione         | Oro                                   | Argento                               | Bronzo                                                       |
| ---------------- | ------------------------------------- | ------------------------------------- | ------------------------------------------------------------ |
| Budapest 1926    | Gustav Fröhlich ( Germania)           | Károly Bartha ( Ungheria)             | Eskil Lundahl ( Svezia)                                      |
| Bologna 1927     | Eskil Lundahl ( Svezia)               | Aladár Bitskey ( Ungheria)            | Gustav Fröhlich ( Germania)                                  |
| Parigi 1931      | Gerhard Deutsch ( Germania)           | Aladár Bitskey ( Ungheria)            | Károly Nagy ( Ungheria)                                      |
| Magdeburgo 1934  | John Besford ( Regno Unito)           | Ernst Küppers ( Germania)             | Edgar Siegrist ( Svizzera)                                   |
| Londra 1938      | Heinz Schlauch ( Germania)            | Gerhard Nüsske ( Germania)            | Árpád Lengyel ( Ungheria)                                    |
| Monte Carlo 1947 | Georges Vallerey ( Francia)           | Gyula Valent ( Ungheria)              | Jirí Kovár ( Cecoslovacchia)                                 |
| Vienna 1950      | Göran Larsson ( Svezia)               | Cornelis Kievit ( Paesi Bassi)        | Boris Škanata ( Jugoslavia)                                  |
| Torino 1954      | Gilbert Bozon ( Francia)              | László Magyar ( Ungheria)             | John Brockway ( Regno Unito)                                 |
| Budapest 1958    | Robert Christophe ( Francia)          | Leonid Barbier ( Unione Sovietica)    | Wolfgang Wagner ( Germania Est)                              |
| Barcellona 1970  | Roland Matthes ( Germania Est)        | Santiago Esteva ( Spagna)             | Bob Schoutsen ( Paesi Bassi)                                 |
| Vienna 1974      | Roland Matthes ( Germania Est)        | Lutz Wanja ( Germania Est)            | Zoltán Verrasztó ( Ungheria)                                 |
| Jönköping 1977   | Miloslav Roľko ( Cecoslovacchia)      | Zoltán Verrasztó ( Ungheria)          | Klaus Steinbach ( Germania Ovest)                            |
| Spalato 1981     | Sándor Wladár ( Ungheria)             | Vladimir Šemetov ( Unione Sovietica)  | Viktor Kuznecov ( Unione Sovietica)                          |
| Roma 1983        | Dirk Richter ( Germania Est)          | Vladimir Šemetov ( Unione Sovietica)  | Sándor Wladár ( Ungheria)                                    |
| Sofia 1985       | Igor' Poljanskij ( Unione Sovietica)  | Dirk Richter ( Germania Est)          | Sergej Zabolotnov ( Unione Sovietica)                        |
| Strasburgo 1987  | Sergej Zabolotnov ( Unione Sovietica) | Frank Baltrusch ( Germania Est)       | Frank Hoffmeister ( Germania Ovest)                          |
| Bonn 1989        | Martín López-Zubero ( Spagna)         | Sergej Zabolotnov ( Unione Sovietica) | Dirk Richter ( Germania Est)                                 |
| Atene 1991       | Martín López-Zubero ( Spagna)         | Dirk Richter ( Germania)              | Franck Schott ( Francia)                                     |
| Sheffield 1993   | Martín López-Zubero ( Spagna)         | Vladimir Sel'kov ( Russia)            | Martin Harris ( Regno Unito)                                 |
| Vienna 1995      | Vladimir Sel'kov ( Russia)            | Jirka Letzin ( Germania)              | Stefaan Maene ( Belgio)                                      |
| Siviglia 1997    | Martín López-Zubero ( Spagna)         | Eithan Urbach ( Israele)              | Vladimir Sel'kov ( Russia)                                   |
| Istanbul 1999    | Stev Theloke ( Germania)              | Gordan Kožulj ( Croazia)              | Eithan Urbach ( Israele)                                     |
| Helsinki 2000    | David Ortega ( Spagna)                | Vladimir Nikolaychuk ( Ucraina)       | Derya Büyükunçu ( Turchia)                                   |
| Berlino 2002     | Stev Theloke ( Germania)              | Markus Rogan ( Austria)               | Pierre Roger ( Francia)                                      |
| Madrid 2004      | László Cseh ( Ungheria)               | Markus Rogan ( Austria)               | Stev Theloke ( Germania)                                     |
| Budapest 2006    | Arkadij Vjatčanin ( Russia)           | Markus Rogan ( Austria)               | Aristeidis Grigoriadis ( Grecia)                             |
| Eindhoven 2008   | Markus Rogan ( Austria)               | Aristeidis Grigoriadis ( Grecia)      | Arkadij Vjatčanin ( Russia)                                  |
| Budapest 2010    | Camille Lacourt ( Francia)            | Jérémy Stravius ( Francia)            | Liam Tancock ( Regno Unito)                                  |
| Debrecen 2012    | Aristeidis Grigoriadis ( Grecia)      | Helge Meeuw ( Germania)               | Yakov Yan Toumarkin ( Israele)                               |
| Berlino 2014     | Chris Walker-Hebborn ( Regno Unito)   | Jérémy Stravius ( Francia)            | Jan-Philip Glania ( Germania)                                |
| Londra 2016      | Camille Lacourt ( Francia)            | Grigorij Tarasevič ( Russia)          | Simone Sabbioni ( Italia) Apostolos Christou ( Grecia)       |
| Glasgow 2018     | Kliment Kolesnikov ( Russia)          | Evgenij Rylov ( Russia)               | Apostolos Christou ( Grecia)                                 |
| Budapest 2020    | Robert Glință ( Romania)              | Hugo González ( Spagna)               | Apostolos Christou ( Grecia) Yohann Ndoye Brouard ( Francia) |
| Roma 2022        | Thomas Ceccon ( Italia)               | Apostolos Christou ( Grecia)          | Yohann Ndoye Brouard ( Francia)                              |
| Belgrado 2024    | Apostolos Christou ( Grecia)          | Evangelios Makrygiannis ( Grecia)     | Ksawery Masiuk ( Polonia)                                    |

- Atleta più premiato: Martín López-Zubero ( Spagna)
- Nazione più premiata:  Germania (5 , 4  e 3 )
- Record della competizione: 52.11 (Camille Lacourt  Francia, Budapest 2010)

### 200 metri
| Edizione        | Oro                                   | Argento                                                       | Bronzo                          |
| --------------- | ------------------------------------- | ------------------------------------------------------------- | ------------------------------- |
| Lipsia 1962     | Leonid Barbier ( Unione Sovietica)    | Wolfgang Wagner ( Germania Est)                               | József Csikány ( Ungheria)      |
| Utrecht 1966    | Jurij Hromak ( Unione Sovietica)      | Jaime Monzó ( Spagna)                                         | Joachim Rother ( Germania Est)  |
| Barcellona 1970 | Roland Matthes ( Germania Est)        | Santiago Esteva ( Spagna)                                     | Volker Werner ( Germania Est)   |
| Vienna 1974     | Roland Matthes ( Germania Est)        | Zoltán Verrasztó ( Ungheria)                                  | Róbert Rudolf ( Ungheria)       |
| Jönköping 1977  | Zoltán Verrasztó ( Ungheria)          | Miloslav Roľko ( Cecoslovacchia)                              | Jan Thorell ( Svezia)           |
| Spalato 1981    | Sándor Wladár ( Ungheria)             | Vladimir Šemetov ( Unione Sovietica)                          | Frédéric Delcourt ( Francia)    |
| Roma 1983       | Sergej Zabolotnov ( Unione Sovietica) | Sándor Wladár ( Ungheria)                                     | Frank Baltrusch ( Germania Est) |
| Sofia 1985      | Igor' Poljanskij ( Unione Sovietica)  | Sergej Zabolotnov ( Unione Sovietica)                         | Frank Baltrusch ( Germania Est) |
| Strasburgo 1987 | Sergej Zabolotnov ( Unione Sovietica) | Igor' Poljanskij ( Unione Sovietica)                          | Frank Baltrusch ( Germania Est) |
| Bonn 1989       | Stefano Battistelli ( Italia)         | Vladimir Sel'kov ( Unione Sovietica)                          | Tino Weber ( Germania Est)      |
| Atene 1991      | Martín López-Zubero ( Spagna)         | Dirk Richter ( Germania) Vladimir Sel'kov ( Unione Sovietica) | ---                             |
| Sheffield 1993  | Vladimir Sel'kov ( Russia)            | Martín López-Zubero ( Spagna)                                 | Emanuele Merisi ( Italia)       |
| Vienna 1995     | Vladimir Sel'kov ( Russia)            | Nicolae Butacu ( Romania)                                     | Adam Ruckwood ( Regno Unito)    |
| Siviglia 1997   | Vladimir Sel'kov ( Russia)            | Emanuele Merisi ( Italia)                                     | Ralf Braun ( Germania)          |
| Istanbul 1999   | Ralf Braun ( Germania)                | Gordan Kožulj ( Croazia)                                      | Emanuele Merisi ( Italia)       |
| Helsinki 2000   | Gordan Kožulj ( Croazia)              | Emanuele Merisi ( Italia)                                     | Yoab Gath ( Israele)            |
| Berlino 2002    | Gordan Kožulj ( Croazia)              | Markus Rogan ( Austria)                                       | Emanuele Merisi ( Italia)       |
| Madrid 2004     | Markus Rogan ( Austria)               | Răzvan Florea ( Romania)                                      | Simon Dufour ( Francia)         |
| Budapest 2006   | Arkadij Vjatčanin ( Russia)           | László Cseh ( Ungheria)                                       | Răzvan Florea ( Romania)        |
| Eindhoven 2008  | Markus Rogan ( Austria)               | Arkadij Vjatčanin ( Russia)                                   | Răzvan Florea ( Romania)        |
| Budapest 2010   | Stanislav Donets ( Russia)            | Markus Rogan ( Austria)                                       | Benjamin Stasiulis ( Francia)   |
| Debrecen 2012   | Radosław Kawęcki ( Polonia)           | Péter Bernek ( Ungheria)                                      | Yakov Yan Toumarkin ( Israele)  |
| Berlino 2014    | Radosław Kawęcki ( Polonia)           | Christian Diener ( Germania)                                  | Gábor Balog ( Ungheria)         |
| Londra 2016     | Radosław Kawęcki ( Polonia)           | Yakov Yan Toumarkin ( Israele)                                | Danas Rapšys ( Lituania)        |
| Glasgow 2018    | Evgenij Rylov ( Russia)               | Radosław Kawęcki ( Polonia)                                   | Matteo Restivo ( Italia)        |
| Budapest 2020   | Evgenij Rylov ( Russia)               | Luke Greenbank ( Gran Bretagna)                               | Roman Mityukov ( Svizzera)      |
| Roma 2022       | Yohann Ndoye-Brouard ( Francia)       | Benedek Kovács ( Ungheria)                                    | Luke Greenbank ( Gran Bretagna) |
| Belgrado 2024   | Oleksandr Zheltyakov ( Ucraina)       | Apostolos Siskos ( Grecia)                                    | Roman Mityukov ( Svizzera)      |

- Atleta più premiato: Vladimir Sel'kov ( Russia) e Radosław Kawęcki ( Polonia)
- Nazione più medagliata:  Russia (7  e 1 )
- Record della competizione: 1'53"36 (Evgenij Rylov  Russia, Glasgow 2018)

## Rana

### 50 metri
| Edizione       | Oro                                                 | Argento                        | Bronzo                              |
| -------------- | --------------------------------------------------- | ------------------------------ | ----------------------------------- |
| Istanbul 1999  | Mark Warnecke ( Germania)                           | Oleg Lisogor ( Ucraina)        | Károly Güttler ( Ungheria)          |
| Helsinki 2000  | Mark Warnecke ( Germania)                           | Oleg Lisogor ( Ucraina)        | Remo Lütolf ( Svizzera)             |
| Berlino 2002   | Oleg Lisogor ( Ucraina)                             | Mihály Flaskay ( Ungheria)     | Károly Güttler ( Ungheria)          |
| Madrid 2004    | Oleg Lisogor ( Ucraina)                             | Hugues Duboscq ( Francia)      | Matjaž Markic ( Slovenia)           |
| Budapest 2006  | Oleg Lisogor ( Ucraina) Alessandro Terrin ( Italia) |                                | Matjaz Markic ( Slovenia)           |
| Eindhoven 2008 | Oleg Lisogor ( Ucraina)                             | Alexander Dale Oen ( Norvegia) | Alessandro Terrin ( Italia)         |
| Budapest 2010  | Fabio Scozzoli ( Italia)                            | Dragoș Agache ( Romania)       | Lennart Stekelenburg ( Paesi Bassi) |
| Debrecen 2012  | Damir Dugonjič ( Slovenia)                          | Fabio Scozzoli ( Italia)       | Panagiōtīs Samilidīs ( Grecia)      |
| Berlino 2014   | Adam Peaty ( Regno Unito)                           | Giedrius Titenis ( Lituania)   | Damir Dugonjič ( Slovenia)          |
| Londra 2016    | Adam Peaty ( Regno Unito)                           | Peter Stevens ( Slovenia)      | Ross Murdoch ( Regno Unito)         |
| Glasgow 2018   | Adam Peaty ( Regno Unito)                           | Fabio Scozzoli ( Italia)       | Peter Stevens ( Slovenia)           |
| Budapest 2020  | Adam Peaty ( Regno Unito)                           | Il'ja Šymanovič ( Bielorussia) | Nicolò Martinenghi ( Italia)        |
| Roma 2022      | Nicolò Martinenghi ( Italia)                        | Simone Cerasuolo ( Italia)     | Lucas Matzerath ( Germania)         |
| Belgrado 2024  | Emre Sacki ( Turchia)                               | Noel de Geus ( Germania)       | Kristian Pitshugin ( Israele)       |

- Atleta più premiato: Oleg Lisogor ( Ucraina)
- Nazione più medagliata:  Ucraina (4  e 2 )
- Record della competizione: 26.09 (Adam Peaty  Gran Bretagna, Glasgow 2018)

### 100 metri
| Edizione        | Oro                                | Argento                              | Bronzo                             |
| --------------- | ---------------------------------- | ------------------------------------ | ---------------------------------- |
| Barcellona 1970 | Nikolaj Pankin ( Unione Sovietica) | Roger-Philippe Menu ( Francia)       | Rolf Klees ( Germania Ovest)       |
| Vienna 1974     | Nikolaj Pankin ( Unione Sovietica) | Walter Kusch ( Germania Ovest)       | David Leigh ( Regno Unito)         |
| Jönköping 1977  | Gerald Mörken ( Germania Ovest)    | Giorgio Lalle ( Italia)              | Walter Kusch ( Germania Ovest)     |
| Spalato 1981    | Jurij Kis ( Unione Sovietica)      | Arsens Miskarovs ( Unione Sovietica) | Gerald Mörken ( Germania Ovest)    |
| Roma 1983       | Robertas Žulpa ( Unione Sovietica) | Adrian Moorhouse ( Regno Unito)      | Gerald Mörken ( Germania Ovest)    |
| Sofia 1985      | Adrian Moorhouse ( Regno Unito)    | Rolf Beab ( Germania Ovest)          | Dmitrij Volkov ( Unione Sovietica) |
| Strasburgo 1987 | Adrian Moorhouse ( Regno Unito)    | Dmitrij Volkov ( Unione Sovietica)   | Gianni Minervini ( Italia)         |
| Bonn 1989       | Adrian Moorhouse ( Regno Unito)    | Dmitrij Volkov ( Unione Sovietica)   | Nick Gillingham ( Regno Unito)     |
| Atene 1991      | Norbert Rózsa ( Ungheria)          | Adrian Moorhouse ( Regno Unito)      | Gianni Minervini ( Italia)         |
| Sheffield 1993  | Károly Güttler ( Ungheria)         | Nick Gillingham ( Regno Unito)       | Vitalij Kiričuk ( Russia)          |
| Vienna 1995     | Frederik Deburghgraeve ( Belgio)   | Károly Güttler ( Ungheria)           | Andrej Korneev ( Russia)           |
| Siviglia 1997   | Aljaksandr Hukaŭ ( Bielorussia)    | Károly Güttler ( Ungheria)           | Daniel Malek ( Rep. Ceca)          |
| Istanbul 1999   | Domenico Fioravanti ( Italia)      | Mark Warnecke ( Germania)            | Stephan Perrot ( Francia)          |
| Helsinki 2000   | Domenico Fioravanti ( Italia)      | Jarno Pihlava ( Finlandia)           | Dmitrij Komornikov ( Russia)       |
| Berlino 2002    | Oleg Lisogor ( Ucraina)            | Roman Sludnov ( Russia)              | Hugues Duboscq ( Francia)          |
| Madrid 2004     | Oleg Lisogor ( Ucraina)            | Hugues Duboscq ( Francia)            | Richard Bodor ( Ungheria)          |
| Budapest 2006   | Roman Sludnov ( Russia)            | Alexander Dale Oen ( Norvegia)       | Oleg Lisogor ( Ucraina)            |
| Eindhoven 2008  | Alexander Dale Oen ( Norvegia)     | Hugues Duboscq ( Francia)            | Oleg Lisogor ( Ucraina)            |
| Budapest 2010   | Alexander Dale Oen ( Norvegia)     | Hugues Duboscq ( Francia)            | Fabio Scozzoli ( Italia)           |
| Debrecen 2012   | Fabio Scozzoli ( Italia)           | Valerij Dymo ( Ucraina)              | Mattia Pesce ( Italia)             |
| Berlino 2014    | Adam Peaty ( Regno Unito)          | Ross Murdoch ( Regno Unito)          | Giedrius Titenis ( Lituania)       |
| Londra 2016     | Adam Peaty ( Regno Unito)          | Ross Murdoch ( Regno Unito)          | Giedrius Titenis ( Lituania)       |
| Glasgow 2018    | Adam Peaty ( Regno Unito)          | James Wilby ( Regno Unito)           | Anton Čupkov ( Russia)             |
| Budapest 2020   | Adam Peaty ( Regno Unito)          | Arno Kamminga ( Paesi Bassi)         | James Wilby ( Regno Unito)         |
| Roma 2022       | Nicolò Martinenghi ( Italia)       | Federico Poggio ( Italia)            | Andrius Šidlauskas ( Lituania)     |
| Belgrado 2024   | Melvin Imoudu ( Germania)          | Berkay Öğretir ( Turchia)            | Andrius Šidlauskas ( Lituania)     |

- Atleta più premiato: Adam Peaty ( Regno Unito)
- Nazione più medagliata:  Regno Unito (7 , 6  e 3 )
- Record della competizione: 57.10 (Adam Peaty  Regno Unito, Glasgow 2018)

### 200 metri
| Edizione         | Oro                                                   | Argento                                | Bronzo                              |
| ---------------- | ----------------------------------------------------- | -------------------------------------- | ----------------------------------- |
| Budapest 1926    | Erich Rademacher ( Germania)                          | Louis Van Parys ( Belgio)              | Wilhelm Prasse ( Germania)          |
| Bologna 1927     | Erich Rademacher ( Germania)                          | Wilhelm Prasse ( Germania)             | Louis Van Parys ( Belgio)           |
| Parigi 1931      | Toivo Reingoldt ( Finlandia)                          | Karl Wittenberg ( Germania)            | Erwin Sietas ( Germania)            |
| Magdeburgo 1934  | Erwin Sietas ( Germania)                              | Paul Schwarz ( Germania)               | Hans Malmstrøm ( Danimarca)         |
| Londra 1938      | Joachim Balke ( Germania)                             | Erwin Sietas ( Germania)               | Anton Cerer ( Jugoslavia)           |
| Monte Carlo 1947 | Roy Romain ( Regno Unito)                             | Anton Cerer ( Jugoslavia)              | Sándor Németh ( Ungheria)           |
| Vienna 1950      | Herbert Klein ( Germania Ovest)                       | Maurice Lusien ( Francia)              | Bengt Rask ( Svezia)                |
| Torino 1954      | Klaus Bodinger ( Germania Est)                        | Marek Petrusewicz ( Polonia)           | Sándor Utassy ( Ungheria)           |
| Budapest 1958    | Leonid Kolesnikov ( Unione Sovietica)                 | Roberto Lazzari ( Italia)              | Klaus Bodinger ( Germania Ovest)    |
| Lipsia 1962      | Georgij Prokopenko ( Unione Sovietica)                | Ivan Karetnikov ( Unione Sovietica)    | Robert van Empen ( Paesi Bassi)     |
| Utrecht 1966     | Georgij Prokopenko ( Unione Sovietica)                | Aleksandr Tutakaev ( Unione Sovietica) | Egon Henninger ( Germania Est)      |
| Barcellona 1970  | Klaus Katzur ( Germania Est)                          | Nikolaj Pankin ( Unione Sovietica)     | Walter Kusch ( Germania Ovest)      |
| Vienna 1974      | David Wilkie ( Regno Unito)                           | Nikolaj Pankin ( Unione Sovietica)     | David Leigh ( Regno Unito)          |
| Jönköping 1977   | Gerald Mörken ( Germania Ovest)                       | Arsens Miskarovs ( Unione Sovietica)   | Walter Kusch ( Germania Ovest)      |
| Spalato 1981     | Robertas Žulpa ( Unione Sovietica)                    | Arsens Miskarovs ( Unione Sovietica)   | Adrian Moorhouse ( Regno Unito)     |
| Roma 1983        | Adrian Moorhouse ( Regno Unito)                       | Albán Vermes ( Ungheria)               | Robertas Žulpa ( Unione Sovietica)  |
| Sofia 1985       | Dmitrij Volkov ( Unione Sovietica)                    | Alexandre Yokochi ( Portogallo)        | Étienne Dagon ( Svizzera)           |
| Strasburgo 1987  | József Szabó ( Ungheria)                              | Sergej Sokolovskij ( Unione Sovietica) | Adrian Moorhouse ( Regno Unito)     |
| Bonn 1989        | Nick Gillingham ( Regno Unito)                        | Gary O'Toole ( Irlanda)                | József Szabó ( Ungheria)            |
| Atene 1991       | Nick Gillingham ( Regno Unito)                        | Norbert Rózsa ( Ungheria)              | Sergio López-Miró ( Spagna)         |
| Sheffield 1993   | Nick Gillingham ( Regno Unito)                        | Károly Güttler ( Ungheria)             | Andrej Korneev ( Russia)            |
| Vienna 1995      | Andrej Korneev ( Russia)                              | Károly Güttler ( Ungheria)             | Frederik Deburghgraeve ( Belgio)    |
| Siviglia 1997    | Aljaksandr Hukaŭ ( Bielorussia)                       | Andrej Korneev ( Russia)               | Daniel Malek ( Rep. Ceca)           |
| Istanbul 1999    | Stephan Perrot ( Francia)                             | Dmitrij Komornikov ( Russia)           | Yohan Bernard ( Francia)            |
| Helsinki 2000    | Dmitrij Komornikov ( Russia)                          | Domenico Fioravanti ( Italia)          | Maxim Podoprigora ( Austria)        |
| Berlino 2002     | Davide Rummolo ( Italia)                              | Yohan Bernard ( Francia)               | Roman Sludnov ( Russia)             |
| Madrid 2004      | Paolo Bossini ( Italia)                               | Dmitrij Komornikov ( Russia)           | Richard Bodor ( Ungheria)           |
| Budapest 2006    | Slawomir Kuczko ( Polonia)                            | Paolo Bossini ( Italia)                | Kristopher Gilchrist ( Regno Unito) |
| Eindhoven 2008   | Grigorij Falko ( Russia)                              | Alexander Dale Oen ( Norvegia)         | Hugues Duboscq ( Francia)           |
| Budapest 2010    | Dániel Gyurta ( Ungheria)                             | Alexander Dale Oen ( Norvegia)         | Hugues Duboscq ( Francia)           |
| Debrecen 2012    | Dániel Gyurta ( Ungheria)                             | Marco Koch ( Germania)                 | Panagiōtīs Samilidīs ( Grecia)      |
| Berlino 2014     | Marco Koch ( Germania)                                | Ross Murdoch ( Regno Unito)            | Giedrius Titenis ( Lituania)        |
| Londra 2016      | Ross Murdoch ( Regno Unito)                           | Marco Koch ( Germania)                 | Luca Pizzini ( Italia)              |
| Glasgow 2018     | Anton Čupkov ( Russia)                                | James Wilby ( Regno Unito)             | Luca Pizzini ( Italia)              |
| Budapest 2020    | Anton Čupkov ( Russia)                                | Arno Kamminga ( Paesi Bassi)           | Erik Persson ( Svezia)              |
| Roma 2022        | James Wilby ( Regno Unito)                            | Matti Mattsson ( Finlandia)            | Luca Pizzini ( Italia)              |
| Belgrado 2024    | Lyubomir Epitropov ( Bulgaria) Erik Persson ( Svezia) |                                        | Jan Kałusowski ( Polonia)           |

- Atleta più premiato: Nick Gillingham ( Regno Unito)
- Nazione più premiata:  Unione Sovietica (6 , 1  e 4 )
- Record della competizione: 2:06.80 (Anton Čupkov  Russia, Glasgow 2018)

## Farfalla

### 50 metri
| Edizione       | Oro                                                      | Argento                         | Bronzo                                                  |
| -------------- | -------------------------------------------------------- | ------------------------------- | ------------------------------------------------------- |
| Istanbul 1999  | Pieter van den Hoogenband ( Paesi Bassi)                 | Miloš Miloševic ( Croazia)      | Mark Foster ( Regno Unito) Lars Frölander ( Svezia)     |
| Helsinki 2000  | Jere Hård ( Finlandia)                                   | Lars Frölander ( Svezia)        | Mark Foster ( Regno Unito)                              |
| Berlino 2002   | Jere Hård ( Finlandia)                                   | Thomas Rupprath ( Germania)     | Lars Frölander ( Svezia)                                |
| Madrid 2004    | Sergiy Breus ( Ucraina)                                  | Nikolaj Skvorcov ( Russia)      | Andriy Serdinov ( Ucraina)                              |
| Budapest 2006  | Sergiy Breus ( Ucraina)                                  | Duje Draganja ( Croazia)        | Jakob Andkjaer ( Danimarca)                             |
| Eindhoven 2008 | Milorad Čavić ( Serbia)                                  | Sergiy Breus ( Ucraina)         | Rafael Muñoz Pérez ( Spagna)                            |
| Budapest 2010  | Rafael Muñoz Pérez ( Spagna)                             | Frédérick Bousquet ( Francia)   | Evgeny Korotyshkin ( Russia)                            |
| Debrecen 2012  | Rafael Muñoz Pérez ( Spagna)                             | Frédérick Bousquet ( Francia)   | Jaŭhen Curkin ( Bielorussia)                            |
| Berlino 2014   | Florent Manaudou ( Francia) Jaŭhen Curkin ( Bielorussia) | non assegnato                   | Benjamin Proud ( Regno Unito) Andrij Hovorov ( Ucraina) |
| Londra 2016    | Andrij Hovorov ( Ucraina)                                | László Cseh ( Ungheria)         | Benjamin Proud ( Gran Bretagna)                         |
| Glasgow 2018   | Andrij Hovorov ( Ucraina)                                | Benjamin Proud ( Gran Bretagna) | Oleg Kostin ( Russia)                                   |
| Budapest 2020  | Szebasztián Szabó ( Ungheria)                            | Andrij Hovorov ( Ucraina)       | Andrey Zhilkin ( Russia)                                |
| Roma 2022      | Thomas Ceccon ( Italia)                                  | Maxime Grousset ( Francia)      | Diogo Ribeiro ( Portogallo)                             |
| Belgrado 2024  | Stergios Marias Bilas ( Grecia)                          | Simon Bucher ( Austria)         | Daniel Gracik ( Rep. Ceca)                              |

- Atleta più premiato: Sergiy Breus e Andrij Hovorov ( Ucraina)
- Nazione più medagliata:  Ucraina (4 , 1  e 1 )
- Record della competizione:22"48 (Andrij Hovorov  Ucraina, Glasgow 2018)

### 100 metri
| Edizione        | Oro                                    | Argento                         | Bronzo                                 |
| --------------- | -------------------------------------- | ------------------------------- | -------------------------------------- |
| Barcellona 1970 | Hans Lampe ( Germania Ovest)           | Udo Poser ( Germania Est)       | Vladimir Nemšilov ( Unione Sovietica)  |
| Vienna 1974     | Roger Pyttel ( Germania Est)           | Roland Matthes ( Germania Est)  | Folkert Meeuw ( Germania Ovest)        |
| Jönköping 1977  | Roger Pyttel ( Germania Est)           | Pär Arvidsson ( Svezia)         | John Mills ( Regno Unito)              |
| Spalato 1981    | Aleksej Markovskij ( Unione Sovietica) | Pär Arvidsson ( Svezia)         | Vadim Dombrovskij ( Unione Sovietica)  |
| Roma 1983       | Michael Gross ( Germania Ovest)        | David López-Zubero ( Spagna)    | Aleksej Markovskij ( Unione Sovietica) |
| Sofia 1985      | Michael Gross ( Germania Ovest)        | Andy Jameson ( Regno Unito)     | Marcel Gery ( Cecoslovacchia)          |
| Strasburgo 1987 | Andy Jameson ( Regno Unito)            | Michael Gross ( Germania Ovest) | Benny Nielsen ( Danimarca)             |
| Bonn 1989       | Rafał Szukała ( Polonia)               | Bruno Gutzeit ( Francia)        | Martin Herrmann ( Germania Ovest)      |
| Atene 1991      | Vladislav Kulikov ( Unione Sovietica)  | Martín López-Zubero ( Spagna)   | Nils Rudolph ( Germania)               |
| Sheffield 1993  | Rafał Szukała ( Polonia)               | Denis Pankratov ( Russia)       | Miloš Miloševic ( Croazia)             |
| Vienna 1995     | Denis Pankratov ( Russia)              | Denis Sylantyev ( Ucraina)      | Rafał Szukała ( Polonia)               |
| Siviglia 1997   | Lars Frölander ( Svezia)               | Denis Sylantyev ( Ucraina)      | Franck Esposito ( Francia)             |
| Istanbul 1999   | Lars Frölander ( Svezia)               | James Hickman ( Regno Unito)    | Denis Sylantyev ( Ucraina)             |
| Helsinki 2000   | Lars Frölander ( Svezia)               | Thomas Rupprath ( Germania)     | James Hickman ( Regno Unito)           |
| Berlino 2002    | Thomas Rupprath ( Germania)            | Andriy Serdinov ( Ucraina)      | Denis Sylantyev ( Ucraina)             |
| Madrid 2004     | Andriy Serdinov ( Ucraina)             | Franck Esposito ( Francia)      | Nikolaj Skvorcov ( Russia)             |
| Budapest 2006   | Andriy Serdinov ( Ucraina)             | Amaury Leveaux ( Francia)       | Nikolaj Skvorcov ( Russia)             |
| Eindhoven 2008  | Evgenij Korotyškin ( Russia)           | Peter Mankoč ( Slovenia)        | Rafael Muñoz Pérez ( Spagna)           |
| Budapest 2010   | Evgenij Korotyškin ( Russia)           | Joeri Verlinden ( Paesi Bassi)  | Konrad Czerniak ( Polonia)             |
| Debrecen 2012   | Milorad Čavić ( Serbia)                | László Cseh ( Ungheria)         | Matteo Rivolta ( Italia)               |
| Berlino 2014    | Konrad Czerniak ( Polonia)             | László Cseh Ungheria            | Pavel Sankovič ( Bielorussia)          |
| Londra 2016     | László Cseh Ungheria                   | Konrad Czerniak ( Polonia)      | Mehdy Metella ( Francia)               |
| Glasgow 2018    | Piero Codia ( Italia)                  | Mehdy Metella ( Francia)        | James Guy ( Gran Bretagna)             |
| Budapest 2020   | Kristóf Milák ( Ungheria)              | Josif Miladinov ( Bulgaria)     | James Guy ( Gran Bretagna)             |
| Roma 2022       | Kristóf Milák ( Ungheria)              | Noè Ponti ( Svizzera)           | Jakub Majerski ( Polonia)              |
| Belgrado 2024   | Kristóf Milák ( Ungheria)              | Hubert Kos ( Ungheria)          | Jakub Majerski ( Polonia)              |

- Atleta più premiato: Lars Frölander ( Svezia) e Kristóf Milák ( Ungheria)
- Nazione più medagliata:  Ungheria (4  e 3 )
- Record della competizione: 50"18 (Kristóf Milák ( Ungheria), Budapest 2020)

### 200 metri
| Edizione        | Oro                                 | Argento                             | Bronzo                                   |
| --------------- | ----------------------------------- | ----------------------------------- | ---------------------------------------- |
| Torino 1954     | György Tumpek ( Ungheria)           | Zsolt Feyér ( Ungheria)             | Vadim Martinčik ( Unione Sovietica)      |
| Budapest 1958   | Ian Black ( Regno Unito)            | Pavel Pazdírek ( Cecoslovacchia)    | Graham Symonds ( Regno Unito)            |
| Lipsia 1962     | Valentin Kuzmin ( Unione Sovietica) | Brian Jenkins ( Regno Unito)        | Wolfgang Sieber ( Germania Est)          |
| Utrecht 1966    | Valentin Kuzmin ( Unione Sovietica) | Horst-Günter Gregor ( Germania Est) | Anatolij Skavronskij ( Unione Sovietica) |
| Barcellona 1970 | Udo Poser ( Germania Est)           | Folkert Meeuw ( Germania Ovest)     | Hartmut Flöckner ( Germania Est)         |
| Vienna 1974     | András Hargitay ( Ungheria)         | Brian Brinkley ( Regno Unito)       | Hartmut Flöckner ( Germania Est)         |
| Jönköping 1977  | Michael Kraus ( Germania Ovest)     | Roger Pyttel ( Germania Est)        | Pär Arvidsson ( Svezia)                  |
| Spalato 1981    | Michael Gross ( Germania Ovest)     | Philip Hubble ( Regno Unito)        | Sergej Fesenko ( Unione Sovietica)       |
| Roma 1983       | Michael Gross ( Germania Ovest)     | Sergej Fesenko ( Unione Sovietica)  | Paolo Revelli ( Italia)                  |
| Sofia 1985      | Michael Gross ( Germania Ovest)     | Benny Nielsen ( Danimarca)          | Frank Drost ( Paesi Bassi)               |
| Strasburgo 1987 | Michael Gross ( Germania Ovest)     | Benny Nielsen ( Danimarca)          | Vadim Jaroščuk ( Unione Sovietica)       |
| Bonn 1989       | Tamás Darnyi ( Ungheria)            | Rafał Szukała ( Polonia)            | Matjaž Koželj ( Jugoslavia)              |
| Atene 1991      | Franck Esposito ( Francia)          | Rafał Szukała ( Polonia)            | Christophe Bordeau ( Francia)            |
| Sheffield 1993  | Denis Pankratov ( Russia)           | Franck Esposito ( Francia)          | Chris-Carol Bremer ( Germania)           |
| Vienna 1995     | Denis Pankratov ( Russia)           | Konrad Galka ( Polonia)             | Chris-Carol Bremer ( Germania)           |
| Siviglia 1997   | Franck Esposito ( Francia)          | Denis Sylantyev ( Ucraina)          | Stephen Parry ( Regno Unito)             |
| Istanbul 1999   | Franck Esposito ( Francia)          | Denis Sylantyev ( Ucraina)          | Anatolij Poljakov ( Russia)              |
| Helsinki 2000   | Anatolij Poljakov ( Russia)         | James Hickman ( Regno Unito)        | Ștefan Gherghel ( Romania)               |
| Berlino 2002    | Franck Esposito ( Francia)          | Denis Sylantyev ( Ucraina)          | Anatolij Poljakov ( Russia)              |
| Madrid 2004     | Denis Sylantyev ( Ucraina)          | Ștefan Gherghel ( Romania)          | Anatolij Poljakov ( Russia)              |
| Budapest 2006   | Paweł Korzeniowski ( Polonia)       | Ioannis Drymonakos ( Grecia)        | Nikolaj Skvorcov ( Russia)               |
| Eindhoven 2008  | Paweł Korzeniowski ( Polonia)       | Nikolaj Skvorcov ( Russia)          | Christophe Lebon ( Francia)              |
| Budapest 2010   | Paweł Korzeniowski ( Polonia)       | Nikolaj Skvorcov ( Russia)          | Ioannis Drymonakos ( Grecia)             |
| Debrecen 2012   | László Cseh ( Ungheria)             | Bence Biczó ( Ungheria)             | Ioannis Drymonakos ( Grecia)             |
| Berlino 2014    | Viktor Bromer ( Danimarca)          | Bence Biczó Ungheria                | Paweł Korzeniowski ( Polonia)            |
| Londra 2016     | László Cseh ( Ungheria)             | Viktor Bromer ( Danimarca)          | Tamás Kenderesi ( Ungheria)              |
| Glasgow 2018    | Kristóf Milák ( Ungheria)           | Tamás Kenderesi Ungheria            | Federico Burdisso ( Italia)              |
| Budapest 2020   | Kristóf Milák ( Ungheria)           | Federico Burdisso ( Italia)         | Tamás Kenderesi Ungheria                 |
| Roma 2022       | Kristóf Milák ( Ungheria)           | Richárd Márton Ungheria             | Alberto Razzetti ( Italia)               |
| Belgrado 2024   | Kristóf Milák ( Ungheria)           | Krzysztof Chmielewski ( Polonia)    | Michal Chmielewski ( Polonia)            |

- Atleta più premiato: Franck Esposito ( Francia)
- Nazione più medagliata:  Ungheria (9 , 5  e 2 )
- Record della competizione: 1:51.10 (Kristóf Milák  Ungheria, Budapest 2020)

## Misti

### 200 metri
| Edizione        | Oro                                     | Argento                             | Bronzo                                  |
| --------------- | --------------------------------------- | ----------------------------------- | --------------------------------------- |
| Barcellona 1970 | Gunnar Larsson ( Svezia)                | Matthias Pechmann ( Germania Est)   | Hans Ljungberg ( Svezia)                |
| Vienna 1974     | David Wilkie ( Regno Unito)             | Christian Lietzmann ( Germania Est) | András Hargitay ( Ungheria)             |
| Jönköping 1977  | András Hargitay ( Ungheria)             | Andrej Smirnov ( Unione Sovietica)  | Aleksandr Sidorenko ( Unione Sovietica) |
| Spalato 1981    | Aleksandr Sidorenko ( Unione Sovietica) | Giovanni Franceschi ( Italia)       | Josef Hladký ( Cecoslovacchia)          |
| Roma 1983       | Giovanni Franceschi ( Italia)           | Jens-Peter Berndt ( Germania Est)   | Josef Hladký ( Cecoslovacchia)          |
| Sofia 1985      | Tamás Darnyi ( Ungheria)                | Josef Hladký ( Cecoslovacchia)      | Peter Bermel ( Germania Ovest)          |
| Strasburgo 1987 | Tamás Darnyi ( Ungheria)                | Vadim Jaroščuk ( Unione Sovietica)  | Raik Hannemann ( Germania Est)          |
| Bonn 1989       | Tamás Darnyi ( Ungheria)                | Raik Hannemann ( Germania Est)      | Josef Hladký ( Cecoslovacchia)          |
| Atene 1991      | Lars Sørensen ( Danimarca)              | Christian Gessner ( Germania)       | Luca Sacchi ( Italia)                   |
| Sheffield 1993  | Jani Sievinen ( Finlandia)              | Attila Czene ( Ungheria)            | Christian Keller ( Germania)            |
| Vienna 1995     | Jani Sievinen ( Finlandia)              | Attila Czene ( Ungheria)            | Christian Keller ( Germania)            |
| Siviglia 1997   | Marcel Wouda ( Paesi Bassi)             | Xavier Marchand ( Francia)          | Jani Sievinen ( Finlandia)              |
| Istanbul 1999   | Marcel Wouda ( Paesi Bassi)             | Massimiliano Rosolino ( Italia)     | Jani Sievinen ( Finlandia)              |
| Helsinki 2000   | Massimiliano Rosolino ( Italia)         | Christian Keller ( Germania)        | Xavier Marchand ( Francia)              |
| Berlino 2002    | Jani Sievinen ( Finlandia)              | Alessio Boggiatto ( Italia)         | Markus Rogan ( Austria)                 |
| Madrid 2004     | Markus Rogan ( Austria)                 | Jani Sievinen ( Finlandia)          | Massimiliano Rosolino ( Italia)         |
| Budapest 2006   | László Cseh ( Ungheria)                 | Alessio Boggiatto ( Italia)         | Tamas Kerekjarto ( Ungheria)            |
| Eindhoven 2008  | László Cseh ( Ungheria)                 | Dinko Jukić ( Austria)              | Vytautas Janušaitis ( Lituania)         |
| Budapest 2010   | László Cseh ( Ungheria)                 | Markus Rogan ( Austria)             | Joe Roebuck ( Regno Unito)              |
| Debrecen 2012   | László Cseh ( Ungheria)                 | James Goddard ( Regno Unito)        | Markus Rogan ( Austria)                 |
| Berlino 2014    | László Cseh ( Ungheria)                 | Philip Heintz ( Germania)           | Roberto Pavoni ( Regno Unito)           |
| Londra 2016     | Andreas Vazaios ( Grecia)               | Gal Nevo ( Israele)                 | Alexis Santos ( Portogallo)             |
| Glasgow 2018    | Jérémy Desplanches ( Svizzera)          | Philip Heintz ( Germania)           | Max Litchfield ( Regno Unito)           |
| Budapest 2020   | Hugo González ( Spagna)                 | Jérémy Desplanches ( Svizzera)      | Alberto Razzetti ( Italia)              |
| Roma 2022       | Hubert Kos ( Ungheria)                  | Alberto Razzetti ( Italia)          | Gabriel Lopes ( Portogallo)             |
| Belgrado 2024   | Hubert Kos ( Ungheria)                  | Ron Polonsky ( Israele)             | Berke Saka ( Turchia)                   |

- Atleta più premiato: László Cseh ( Ungheria)
- Nazione più medagliata:  Ungheria (11 , 2  e 2 )
- Record della competizione: 1:56.66 (László Cseh  Ungheria, Debrecen 2012)

### 400 metri
| Edizione        | Oro                                   | Argento                             | Bronzo                             |
| --------------- | ------------------------------------- | ----------------------------------- | ---------------------------------- |
| Lipsia 1962     | Gennadij Androsov ( Unione Sovietica) | Jan Jiskoot ( Paesi Bassi)          | Jürgen Bachmann ( Germania Est)    |
| Utrecht 1966    | Frank Wiegand ( Germania Est)         | Andrej Dunaev ( Unione Sovietica)   | Klaus Katzur ( Germania Est)       |
| Barcellona 1970 | Gunnar Larsson ( Svezia)              | Hans Fassnacht ( Germania Ovest)    | Matthias Pechmann ( Germania Est)  |
| Vienna 1974     | András Hargitay ( Ungheria)           | Christian Lietzmann ( Germania Est) | Andrej Smirnov ( Unione Sovietica) |
| Jönköping 1977  | Sergej Fesenko ( Unione Sovietica)    | Andrej Smirnov ( Unione Sovietica)  | Csaba Soós ( Ungheria)             |
| Spalato 1981    | Sergej Fesenko ( Unione Sovietica)    | Leszek Górski ( Polonia)            | Giovanni Franceschi ( Italia)      |
| Roma 1983       | Giovanni Franceschi ( Italia)         | Jens-Peter Berndt ( Germania Est)   | Josef Hladký ( Cecoslovacchia)     |
| Sofia 1985      | Tamás Darnyi ( Ungheria)              | Vadim Jaroščuk ( Unione Sovietica)  | Raik Hannemann ( Germania Est)     |
| Strasburgo 1987 | Tamás Darnyi ( Ungheria)              | József Szabó ( Ungheria)            | Patrick Kühl ( Germania Est)       |
| Bonn 1989       | Tamás Darnyi ( Ungheria)              | Patrick Kühl ( Germania Est)        | Stefano Battistelli ( Italia)      |
| Atene 1991      | Luca Sacchi ( Italia)                 | Patrick Kühl ( Germania)            | Christian Gessner ( Germania)      |
| Sheffield 1993  | Tamás Darnyi ( Ungheria)              | Jani Sievinen ( Finlandia)          | Marcel Wouda ( Paesi Bassi)        |
| Vienna 1995     | Jani Sievinen ( Finlandia)            | Marcin Malinski ( Polonia)          | Luca Sacchi ( Italia)              |
| Siviglia 1997   | Marcel Wouda ( Paesi Bassi)           | Frederik Hviid ( Spagna)            | Robert Seibt ( Germania)           |
| Istanbul 1999   | Frederik Hviid ( Spagna)              | Mickey Halika ( Israele)            | Marcel Wouda ( Paesi Bassi)        |
| Helsinki 2000   | István Batházi ( Ungheria)            | Cezar Bădiță ( Romania)             | Johann Le Bihan ( Francia)         |
| Berlino 2002    | Alessio Boggiatto ( Italia)           | István Batházi ( Ungheria)          | Nicolas Rostoucher ( Francia)      |
| Madrid 2004     | László Cseh ( Ungheria)               | Luca Marin ( Italia)                | Alessio Boggiatto ( Italia)        |
| Budapest 2006   | László Cseh ( Ungheria)               | Luca Marin ( Italia)                | Alessio Boggiatto ( Italia)        |
| Eindhoven 2008  | László Cseh ( Ungheria)               | Luca Marin ( Italia)                | Dinko Jukić ( Austria)             |
| Budapest 2010   | László Cseh ( Ungheria)               | Dávid Verrasztó ( Ungheria)         | Gal Nevo ( Israele)                |
| Debrecen 2012   | László Cseh ( Ungheria)               | Dávid Verrasztó ( Ungheria)         | Ioannis Drymonakos ( Grecia)       |
| Berlino 2014    | Dávid Verrasztó ( Ungheria)           | Roberto Pavoni ( Gran Bretagna)     | Federico Turrini ( Italia)         |
| Londra 2016     | Dávid Verrasztó ( Ungheria)           | Richárd Nagy ( Slovacchia)          | Federico Turrini ( Italia)         |
| Glasgow 2018    | Dávid Verrasztó ( Ungheria)           | Max Litchfield ( Gran Bretagna)     | Joan Lluís Pons-Ramón ( Spagna)    |
| Budapest 2020   | Ilya Borodin ( Russia)                | Alberto Razzetti ( Italia)          | Max Litchfield ( Gran Bretagna)    |
| Roma 2022       | Alberto Razzetti ( Italia)            | Dávid Verrasztó ( Ungheria)         | Pier Andrea Matteazzi ( Italia)    |
| Belgrado 2024   | Apostolos Papastamos ( Grecia)        | Balazs Hollo ( Ungheria)            | Gábor Zombori ( Ungheria)          |

- Atleta più premiato: László Cseh ( Ungheria)
- Nazione più medagliata:  Ungheria (14 , 5  e 2 )
- Record della competizione: 4.09.59 (László Cseh  Ungheria, Eindhoven 2008)

## Staffette

### 4x100 metri stile libero
| Edizione        | Oro              | Argento          | Bronzo           |
| --------------- | ---------------- | ---------------- | ---------------- |
| Lipsia 1962     | Francia          | Regno Unito      | Svezia           |
| Utrecht 1966    | Germania Est     | Unione Sovietica | Svezia           |
| Barcellona 1970 | Unione Sovietica | Germania Ovest   | Germania Est     |
| Vienna 1974     | Germania Ovest   | Unione Sovietica | Germania Est     |
| Jönköping 1977  | Germania Ovest   | Italia           | Unione Sovietica |
| Spalato 1981    | Unione Sovietica | Svezia           | Germania Ovest   |
| Roma 1983       | Unione Sovietica | Svezia           | Germania Est     |
| Sofia 1985      | Germania Ovest   | Germania Est     | Svezia           |
| Strasburgo 1987 | Germania Est     | Germania Ovest   | Unione Sovietica |
| Bonn 1989       | Germania Ovest   | Francia          | Svezia           |
| Atene 1991      | Unione Sovietica | Germania         | Svezia           |
| Sheffield 1993  | Russia           | Svezia           | Germania         |
| Vienna 1995     | Russia           | Germania         | Svezia           |
| Siviglia 1997   | Russia           | Germania         | Paesi Bassi      |
| Istanbul 1999   | Paesi Bassi      | Russia           | Germania         |
| Helsinki 2000   | Russia           | Germania         | Francia          |
| Berlino 2002    | Germania         | Svezia           | Italia           |
| Madrid 2004     | Italia           | Russia           | Francia          |
| Budapest 2006   | Italia           | Russia           | Francia          |
| Eindhoven 2008  | Svezia           | Italia           | Paesi Bassi      |
| Budapest 2010   | Russia           | Francia          | Svezia           |
| Debrecen 2012   | Francia          | Italia           | Russia           |
| Berlino 2014    | Francia          | Russia           | Italia           |
| Londra 2016     | Francia          | Italia           | Belgio           |
| Glasgow 2018    | Russia           | Italia           | Polonia          |
| Budapest 2020   | Russia           | Gran Bretagna    | Italia           |
| Roma 2022       | Italia           | Ungheria         | Gran Bretagna    |
| Belgrado 2024   | Serbia           | Polonia          | Grecia           |

- Paese più premiato:  Russia
- Record della competizione:3:10.41 ( Russia [ Andrej Minakov Aleksandr Shchyogolev Vladislav Grinëv Kliment Kolesnikov ], Budapest 2020)

### 4x200 metri stile libero
| Edizione         | Oro              | Argento          | Bronzo           |
| ---------------- | ---------------- | ---------------- | ---------------- |
| Budapest 1926    | Germania         | Ungheria         | Svezia           |
| Bologna 1927     | Germania         | Svezia           | Ungheria         |
| Parigi 1931      | Ungheria         | Germania         | Italia           |
| Magdeburgo 1934  | Ungheria         | Germania         | Italia           |
| Londra 1938      | Germania         | Francia          | Regno Unito      |
| Monte Carlo 1947 | Svezia           | Francia          | Ungheria         |
| Vienna 1950      | Svezia           | Francia          | Jugoslavia       |
| Torino 1954      | Ungheria         | Francia          | Unione Sovietica |
| Budapest 1958    | Unione Sovietica | Italia           | Ungheria         |
| Lipsia 1962      | Svezia           | Francia          | Germania Est     |
| Utrecht 1966     | Unione Sovietica | Germania Est     | Svezia           |
| Barcellona 1970  | Germania Ovest   | Unione Sovietica | Germania Est     |
| Vienna 1974      | Germania Ovest   | Unione Sovietica | Svezia           |
| Jönköping 1977   | Unione Sovietica | Germania Ovest   | Germania Est     |
| Spalato 1981     | Unione Sovietica | Germania Ovest   | Svezia           |
| Roma 1983        | Germania Ovest   | Germania Est     | Italia           |
| Sofia 1985       | Germania Ovest   | Svezia           | Paesi Bassi      |
| Strasburgo 1987  | Germania Ovest   | Germania Est     | Svezia           |
| Bonn 1989        | Italia           | Germania Ovest   | Germania Est     |
| Atene 1991       | Unione Sovietica | Italia           | Germania         |
| Sheffield 1993   | Russia           | Germania         | Francia          |
| Vienna 1995      | Germania         | Svezia           | Italia           |
| Siviglia 1997    | Regno Unito      | Paesi Bassi      | Germania         |
| Istanbul 1999    | Germania         | Regno Unito      | Russia           |
| Helsinki 2000    | Italia           | Germania         | Paesi Bassi      |
| Berlino 2002     | Italia           | Germania         | Grecia           |
| Madrid 2004      | Italia           | Russia           | Francia          |
| Budapest 2006    | Italia           | Regno Unito      | Grecia           |
| Eindhoven 2008   | Italia           | Russia           | Austria          |
| Budapest 2010    | Russia           | Germania         | Francia          |
| Debrecen 2012    | Germania         | Italia           | Ungheria         |
| Berlino 2014     | Germania         | Russia           | Belgio           |
| Londra 2016      | Paesi Bassi      | Belgio           | Italia           |
| Glasgow 2018     | Gran Bretagna    | Russia           | Italia           |
| Budapest 2020    | Russia           | Gran Bretagna    | Italia           |
| Roma 2022        | Ungheria         | Italia           | Francia          |
| Belgrado 2024    | Lituania         | Ungheria         | Grecia           |

- Paese più premiato:  Germania
- Record della competizione: 7'03"48 ( Russia [ Martin Maljutin Aleksandr Shchyogolev Aleksandr Krasnykh Michail Vekoviščev ], Budapest 2020)

### 4x100 metri misti
| Edizione        | Oro              | Argento          | Bronzo           |
| --------------- | ---------------- | ---------------- | ---------------- |
| Budapest 1958   | Unione Sovietica | Ungheria         | Italia           |
| Lipsia 1962     | Germania Est     | Unione Sovietica | Paesi Bassi      |
| Utrecht 1966    | Unione Sovietica | Germania Est     | Ungheria         |
| Barcellona 1970 | Germania Est     | Francia          | Unione Sovietica |
| Vienna 1974     | Germania Ovest   | Regno Unito      | Unione Sovietica |
| Jönköping 1977  | Germania Ovest   | Germania Est     | Regno Unito      |
| Spalato 1981    | Unione Sovietica | Svezia           | Germania Est     |
| Roma 1983       | Unione Sovietica | Germania Ovest   | Germania Est     |
| Sofia 1985      | Germania Ovest   | Germania Est     | Italia           |
| Strasburgo 1987 | Unione Sovietica | Regno Unito      | Germania Est     |
| Bonn 1989       | Unione Sovietica | Francia          | Italia           |
| Atene 1991      | Unione Sovietica | Francia          | Ungheria         |
| Sheffield 1993  | Russia           | Ungheria         | Regno Unito      |
| Vienna 1995     | Russia           | Ungheria         | Germania         |
| Siviglia 1997   | Russia           | Germania         | Polonia          |
| Istanbul 1999   | Paesi Bassi      | Germania         | Russia           |
| Helsinki 2000   | Russia           | Svezia           | Ucraina          |
| Berlino 2002    | Russia           | Francia          | Germania         |
| Madrid 2004     | Ucraina          | Francia          | Ungheria         |
| Budapest 2006   | Russia           | Ucraina          | Regno Unito      |
| Eindhoven 2008  | Russia           | Croazia          | Svezia           |
| Budapest 2010   | Francia          | Russia           | Paesi Bassi      |
| Debrecen 2012   | Italia           | Germania         | Ungheria         |
| Berlino 2014    | Gran Bretagna    | Francia          | Ungheria         |
| Londra 2016     | Gran Bretagna    | Francia          | Ungheria         |
| Glasgow 2018    | Gran Bretagna    | Russia           | Germania         |
| Budapest 2020   | Gran Bretagna    | Russia           | Italia           |
| Roma 2022       | Italia           | Francia          | Austria          |
| Belgrado 2024   | Austria          | Polonia          | Ucraina          |

- Paese più premiato:  Unione Sovietica
- Record della competizione: 3'28"46 ( Italia [ Thomas Ceccon, Nicolò Martinenghi, Matteo Rivolta e Alessandro Miressi ], Roma 2022)

## Medagliere maschile
(aggiornato a Belgrado 2024)

| Pos. | Paese            | Oro | Argento | Bronzo | Totale |
| ---- | ---------------- | --- | ------- | ------ | ------ |
| 1    | Ungheria         | 65  | 52      | 42     | 159    |
| 2    | Russia           | 61  | 30      | 25     | 116    |
| 3    | Italia           | 52  | 62      | 75     | 189    |
| 4    | Unione Sovietica | 51  | 44      | 29     | 124    |
| 5    | Germania         | 39  | 49      | 35     | 123    |
| 6    | Francia          | 39  | 45      | 40     | 124    |
| 7    | Regno Unito      | 38  | 41      | 45     | 112    |
| 8    | Germania Ovest   | 33  | 19      | 22     | 76     |
| 9    | Germania Est     | 23  | 30      | 33     | 86     |
| 10   | Svezia           | 23  | 28      | 32     | 83     |
| 11   | Ucraina          | 23  | 19      | 17     | 59     |
| 12   | Paesi Bassi      | 17  | 11      | 16     | 44     |
| 13   | Polonia          | 14  | 15      | 15     | 44     |
| 14   | Finlandia        | 11  | 4       | 4      | 19     |
| 15   | Spagna           | 10  | 9       | 10     | 29     |
| 16   | Grecia           | 9   | 10      | 16     | 35     |
| 17   | Austria          | 6   | 9       | 7      | 22     |
| 18   | Romania          | 5   | 9       | 10     | 24     |
| 19   | Serbia           | 5   | 1       | 1      | 7      |
| 20   | Bielorussia      | 3   | 1       | 3      | 7      |
| 21   | Croazia          | 2   | 6       | 3      | 11     |
| 22   | Norvegia         | 2   | 6       | 0      | 8      |
| 23   | Danimarca        | 2   | 3       | 4      | 9      |
| 24   | Turchia          | 2   | 1       | 2      | 5      |
| 25   | Svizzera         | 1   | 5       | 9      | 14     |
| 26   | Israele          | 1   | 5       | 8      | 14     |
| 26   | Lituania         | 1   | 5       | 8      | 14     |
| 28   | Jugoslavia       | 1   | 4       | 8      | 12     |
| 29   | Cecoslovacchia   | 1   | 3       | 9      | 8      |
| 30   | Belgio           | 1   | 2       | 5      | 9      |
| 30   | Slovenia         | 1   | 2       | 5      | 9      |
| 32   | Bulgaria         | 1   | 1       | 0      | 2      |
| 33   | Fær Øer          | 0   | 3       | 0      | 3      |
| 34   | Portogallo       | 0   | 1       | 3      | 4      |
| 35   | Irlanda          | 0   | 1       | 1      | 2      |
| 35   | Slovacchia       | 0   | 1       | 1      | 2      |
| 37   | Rep. Ceca        | 0   | 0       | 3      | 3      |

## Atleti plurimedagliati
In grassetto i nuotatori in attività.
| Pos. | Atleta                                       | Totale | individuali | individuali | individuali | staffetta | staffetta | staffetta |
| Pos. | Atleta                                       | Totale | Oro         | Argento     | Bronzo      | Oro       | Argento   | Bronzo    |
| ---- | -------------------------------------------- | ------ | ----------- | ----------- | ----------- | --------- | --------- | --------- |
| 1    | Aleksandr Popov ( Unione Sovietica/ Russia)  | 26     | 10          | 2           | 1           | 11        | 1         | 1         |
| 2    | Massimiliano Rosolino ( Italia)              | 21     | 2           | 7           | 5           | 5         | 1         | 1         |
| 3    | Michael Gross ( Germania Ovest)              | 19     | 8           | 1           | 1           | 5         | 3         | 1         |
| 4    | Pieter van den Hoogenband ( Paesi Bassi)     | 19     | 8           | 4           | 1           | 2         | 1         | 3         |
| 5    | Lars Frölander ( Svezia)                     | 16     | 3           | 2           | 4           | 0         | 4         | 3         |
| 6    | László Cseh ( Ungheria)                      | 16     | 11          | 2           | 0           | 0         | 0         | 3         |
| 7    | Filippo Magnini ( Italia)                    | 15     | 3           | 0           | 3           | 6         | 3         | 0         |
| 8    | Dirk Richter ( Germania Est)                 | 14     | 1           | 3           | 2           | 1         | 4         | 3         |
| 9    | Oleg Lisogor ( Ucraina)                      | 13     | 6           | 2           | 2           | 1         | 1         | 1         |
| 10   | Anders Holmertz ( Svezia)                    | 13     | 1           | 1           | 4           | 0         | 3         | 4         |
| 11   | Markus Rogan ( Austria)                      | 13     | 4           | 6           | 2           | 0         | 0         | 1         |
| 12   | Gregorio Paltrinieri ( Italia)               | 12     | 6           | 5           | 1           | 0         | 0         | 0         |
| 13   | Emiliano Brembilla ( Italia)                 | 12     | 5           | 3           | 0           | 4         | 0         | 0         |
| 14   | Vladimir Sel'kov ( Unione Sovietica/ Russia) | 12     | 4           | 3           | 1           | 4         | 0         | 0         |
| 15   | Steffen Zesner ( Germania Est/ Germania)     | 12     | 1           | 0           | 1           | 2         | 4         | 4         |
| 16   | Christian Keller ( Germania)                 | 12     | 0           | 1           | 2           | 2         | 4         | 3         |
| 17   | Kristóf Milák ( Ungheria)                    | 11     | 8           | 2           | 0           | 0         | 1         | 0         |
| 18   | Jörg Woithe ( Germania Est)                  | 11     | 1           | 4           | 0           | 0         | 3         | 3         |
| 19   | Stefan Nystrand ( Svezia)                    | 11     | 0           | 5           | 1           | 1         | 2         | 2         |
| 20   | Peter Nocke ( Germania Ovest)                | 10     | 4           | 0           | 0           | 5         | 1         | 0         |
| 21   | Roland Matthes ( Germania Est)               | 10     | 4           | 2           | 0           | 1         | 0         | 3         |
| 22   | Paul Palmer ( Regno Unito)                   | 10     | 2           | 3           | 3           | 1         | 1         | 0         |
| 23   | Hugues Duboscq ( Francia)                    | 10     | 0           | 4           | 3           | 1         | 2         | 0         |
| 24   | Jurij Prilukov ( Russia)                     | 9      | 6           | 1           | 0           | 0         | 2         | 0         |
| 25   | Jani Sievinen ( Finlandia)                   | 9      | 5           | 2           | 2           | 0         | 0         | 0         |
| 26   | Stev Theloke ( Germania)                     | 9      | 5           | 1           | 1           | 0         | 1         | 1         |
| 27   | Marcel Wouda ( Paesi Bassi)                  | 9      | 3           | 0           | 2           | 2         | 1         | 1         |